# Joseph-Ernest Laforce
Joseph-Ernest Laforce (né en 1879 et mort en 1977) est un colonisateur et journaliste québécois originaire de Baie-du-Febvre.
En 1936, il exerce la fonction de président de la Société Saint-Jean-Baptiste de Montréal, au conseil de laquelle il siège de 1933 à 1961. De 1936 à 1939, il est sous-ministre de la Colonisation sous le gouvernement duplessiste.
Dans les années 1940, il publie successivement trois volumes aux Éditions Édouard Garand à Montréal, respectivement intitulés Bâtisseurs de pays, Religieux et laïques et Apôtres de la terre.
Le mont Ernest-Laforce situé en Gaspésie–Îles-de-la-Madeleine et la place J.-Ernest-Laforce située à Montréal sont nommés en son honneur. De même, la municipalité de Laforce située en Abitibi-Témiscamingue, habitée par les Laforçois et les Laforçoises, a été nommée d'après le nom de Joseph-Ernest Laforce.